# Days Go By (canción)
«Days Go By» es una canción de la banda estadounidense de punk rock The Offspring. Es la tercera canción del noveno álbum de la banda, Days Go By, y fue estrenada en la emisora de rock de Los Ángeles KROQ el 27 de abril de 2012. «Days Go By» fue escrita por Dexter Holland y llegó al puesto número 4 de la lista US Alternative Songs.

## Letra
Hablando sobre la letra, Holland comentó: «Soy yo observando que la gente ha pasado por malos momentos en los últimos años, incluyéndome a mí mismo. Solo quería poner un poco de esperanza allá fuera y decir que no importa cómo de malo sea, nadie te va a recoger. Lo tienes que hacer por ti mismo y hay esperanza y lo vas a conseguir».

## Personal
- Dexter Holland – vocalista principal, guitarra rítmica, piano
- Noodles – guitarra principal, coros
- Greg K. – bajo, coros
- Pete Parada – batería, percusión (en directo y videoclip)
- Josh Freese – batería, percusión (estudio)